# Agareszt Szenki Zero
Az Agareszt Szenki Zero (アガレスト戦記 ZERO; Hepburn: Agaresuto Senki Zero) egy taktikai szerepjáték amit a Compile Heart és a Red Entertainment fejlesztett. 2009. június 25-én adta ki Japánban PlayStation 3 játékkonzolra az Idea Factory. A 2007-es Record of Agarest War videójáték előzménye.

## Külső hivatkozások
- Az Agareszt Szenki Zero hivatalos weboldala (japánul)